# Greater Noida
Greater Noida (Hindi: ग्रेटर नोएडा Greṭar Noeḍā) ist eine Satellitenstadt der indischen Metropole Delhi mit rund 108.000 Einwohnern (Volkszählung 2011). Sie entstand in den 1990er Jahren als Erweiterung der Stadt Noida.

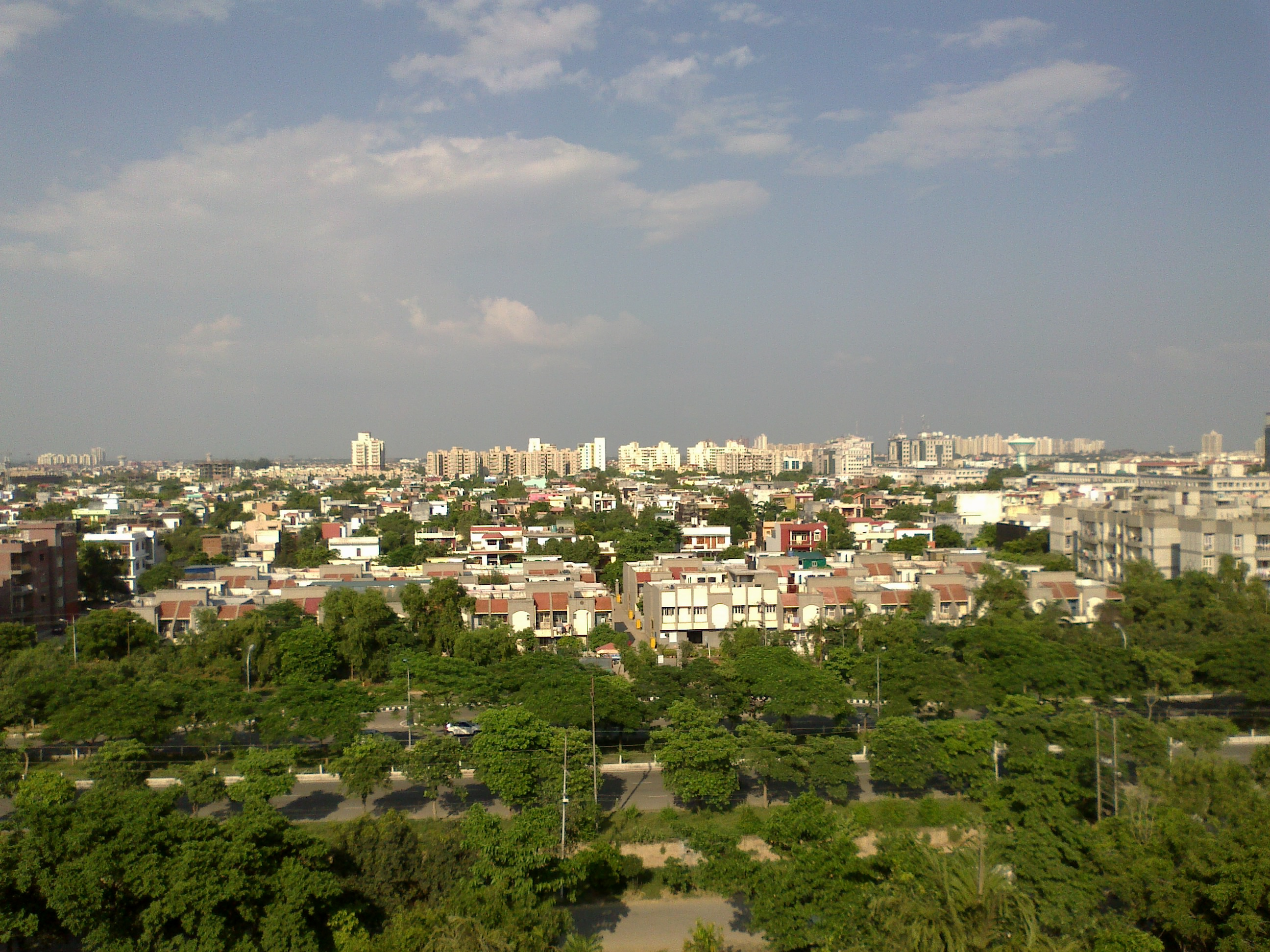
Blick auf Greater Noida

Greater Noida liegt rund 40 Kilometer südöstlich des Stadtzentrums von Delhi und 15 Kilometer im Bundesstaat Uttar Pradesh. Die Stadt ist Verwaltungssitz des Distrikts Gautam Buddha Nagar. Greater Noida ist Teil der National Capital Region (NCT), der Metropolregion Delhi.
Greater Noida ist Endpunkt des 2011 fertiggestellten Yamuna Expressway, einer sechsspurigen Schnellstraße, die von Agra in Richtung Delhi führt. Der nächste Bahnhof befindet sich in Boraki acht Kilometer nordöstlich. Mittelfristig soll die nach Noida führende Linie der Metro Delhi bis Greater Noida verlängert werden. Zeitweise plante die Regierung Uttar Pradeshs, in Greater Noida einen internationalen Flughafen zu errichten, doch wurde das Projekt 2012 aufgegeben, weil der Flughafen sich zu nah am bestehenden Indira Gandhi International Airport befunden hätte. Zwischen 2011 und 2013 fand auf dem Buddh International Circuit in Greater Noida der Große Preis von Indien der Formel-1-Weltmeisterschaft statt.